# Triticum sphaerococcum
Triticum sphaerococcum là một loài thực vật có hoa trong họ Hòa thảo. Loài này được Percival miêu tả khoa học đầu tiên năm 1921.